# Siegfried II von Eppstein
Pour les articles homonymes, voir Siegfried II.
 Siegfried von Eppstein  ou Sigefroi II de Mayence (né vers 1165 à Eppstein en Hesse, et mort le 9 septembre 1230 à Erfurt), est un cardinal allemand de l'Église catholique du XIIIe siècle, nommé par le pape Innocent III. Il est le deuxième fils du comte Gottfried I (ou III) von Hainhausen, seigneur d'Eppstein.

## Biographie
Siegfried von Eppstein est prévôt de l'église de Saint Gangolphe  à Mayence (depuis 1189), de l'église de Saint-Martin à Worms (depuis 1194), de l'église de Saint-Pierre à Mayence (depuis 1196) et probablement aussi de l'église de Saint-Pierre à Brünn et de l'église de Saint-Pierre et Saint-Paul à Prague. Il est aussi chancelier du roi de Bohème. Après la mort de Conrad Ier de Wittelsbach en octobre 1200 une première élection faite par tous les autres, sous les yeux de Philippe de Souabe, roi des Romains, en faveur de Lupolde ou Leopold II. von Schönfeld, évêque de Worms. Sigefroi, le candidat des Welfes et élu archevêque de Mayence par une minorité du chapitre à Bingen am Rhein. Encore avant sa consécration il est expulsé et il se retire à Cologne. L'an 1201, Sigefroi fut ordonné prêtre le samedi des quatretems de septembre, et sacré le lendemain par le légat Gui, cardinal de Préneate. Il partit, peu de jours après, pour Rome, avec des lettres de recommandation d'Otton IV, roi des Romains, et de son consécrateur, adressées au pape, qui confirma de nouveau son élection, et le renvoya décoré du pallium.
Le pape Innocent III le crée cardinal lors du consistoire de mars 1206. Après l'exil de l'archevêque de Mayence, il retourne à Mayence  et resigne le titre cardinalice. Eppstein couronne Frédéric II comme roi de Germanie à la cathédrale Saint-Martin de Mayence en 1212. Il ne participe pas à l'élection papale de 1216, lors de laquelle Honoré III est élu, mais participe au IVe concile du Latran.
Sigefroi meurt le 9 septembre 1230 à Erfurt, où il fut inhumé dans la cathédrale d'Erfurt par Engelhard, évêque de Naumbourg.